# Ageneotettix
Ageneotettix es un género de saltamontes perteneciente a la subfamilia Gomphocerinae de la familia Acrididae, y está asignado a la tribu Aulocarini. Este género se distribuye en México y en Estados Unidos.

## Especies
Las siguientes especies pertenecen al género Ageneotettix:
- Ageneotettix brevipennis (Bruner, 1904)
- Ageneotettix deorum (Scudder, 1876)
- Ageneotettix salutator (Rehn, 1927)